# Fighting Hawks du Dakota du Nord
Les Fighting Hawks du Dakota du Nord (en anglais : North Dakota Fighting Hawks) sont la section omnisports de l'université du Dakota du Nord, située à Grand Forks dans le Dakota du Nord aux États-Unis. Les équipes participent aux compétitions universitaires organisées par la National Collegiate Athletic Association.

## Histoire
Jusqu'en 2012, les clubs de l'université portait le nom de Fighting Sioux. Cependant, à la suite de pressions de la NCAA l'université délaisse ce nom. L'équipe ne possède donc aucun nom officiel jusqu'en 2015, année où elle dévoile une nouvelle appellation.

## Hockey sur glace
L'équipe de hockey sur glace masculine fait partie de la National Collegiate Hockey Conference, évoluant en Division I. Elle fut championne nationale NCAA à huit reprises, soit en 1959, 1963, 1980, 1982, 1987, 1997, 2000 et 2016.

## Image et identité

2000-2006
2012-2015